# Списак спортова са рекетом
Спортови са рекетом су игре у којима играчи користе рекет или весло да ударе лопту или неки други предмет. Рекети се састоје од оквира са ручком са отвореним обручем који подржава мрежу чврсто затегнутих жица. Лопатице имају чврсто лице, а не мрежу жица, али могу бити перфориране са узорком рупа или прекривене текстурираном површином.

## Спортови који користе мрежасти рекет
- Бадминтон
- Бадминтон са лоптом
- Battledore i shuttlecock
- Кросминтон
- Qianball
- Ракетлон (серија других спортова са рекетом и веслом)
- Ракетс
- Рекетбол
- Прави тенис
- Софт тенис
- Speed-ball
- Сквош
- Hardball squash
- Сквош тенис
- Stické
- Тенис
- Тенис поло
- Тouchtennis

## Спортови који користе рекет без мреже или весло
- Пелота
- Тенис на плажи
- Доња игра с лоптом
- Фрескобол
- Фрескотенис
- Јокари
- Јомбола
- Маткот
- Минитен
- Падел
- Лопта за веслање
- Лопта за веслање на један зид
- Лопта за веслање на четири зида
- Падл тенис
- Палета фронтон
- Пан понг
- Пелота микстека
- Пиклбол
- Питон (спорт)
- Тенис на платформама
- Друмски тенис
- Sphairee
- Стулбол
- Стони сквош
- Стони тенис (пинг-понг)
- Тамбурело
- Тамборели
- Тотем тенис